# エッグスプーン

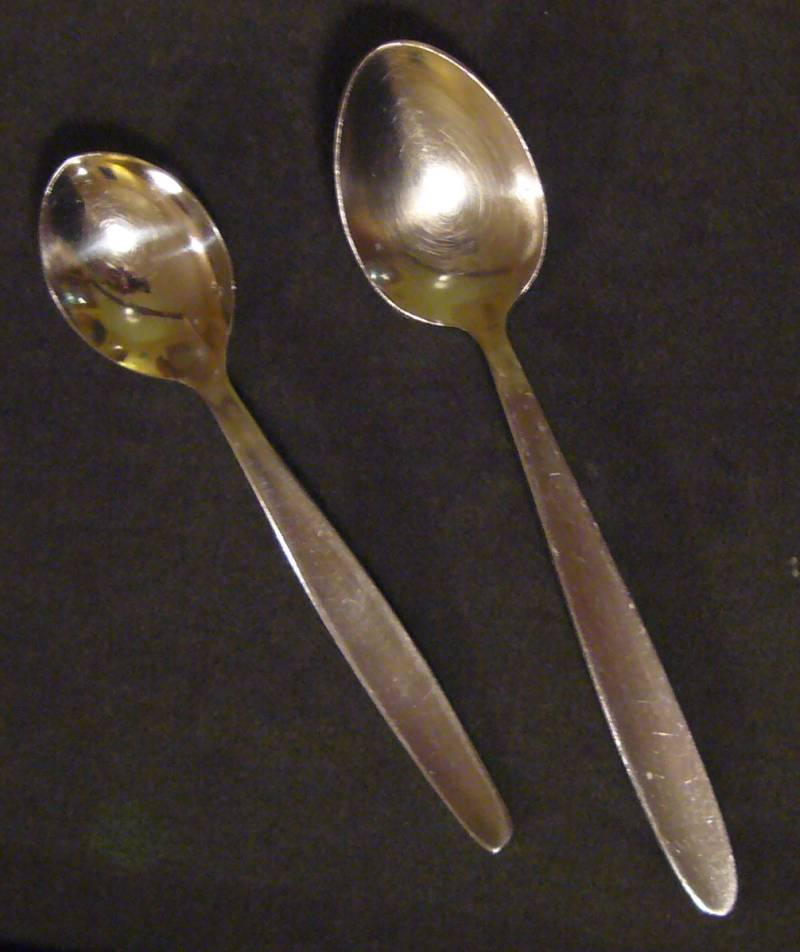
Egg spoons

エッグスプーン(Egg spoon)は、ゆで卵を食べるための専用のスプーンである。ティースプーンと比べると、柄は短く、先端部は尖っている。これらの特徴は、殻の一端に開けた小さな穴を通して殻から可食部を剥がしやすくすることを意図したものである。この目的のためには、エッグスプーンは通常のティースプーンよりも使いやすくなっている。